# Adunarea Generală a Națiunilor Unite
Adunarea Generală a Națiunilor Unite (AGNU / AG) este una dintre cele cinci organe principale ale Organizației Națiunilor Unite și unica în care toate statele au reprezentare egală. Puterile sale sunt de supraveghere a bugetului Organizației Națiunilor Unite, numirea membrilor ne-permanenți ai Consiliului de Securitate, primirea rapoartelor de la alte organe ale Națiunilor Unite și formularea de recomandări sub formă de Rezoluții ale Adunării Generale,  care posedă un număr mare de organe subsidiare. 
Adunarea Generală se reunește în cadrul sesiunilor  anuale regulate iar ultima sesiune anuală este din septembrie în decembrie dar pot fi convocate sesiuni speciale sau urgente. Componența, funcțiile, competențele, votul, și procedurile sunt stabilite în capitolul IV al Cartei Organizației Națiunilor Unite. 
Prima sesiune a fost convocată la 10 ianuarie 1946, în holul central Westminster din Londra. Reprezentanți ai 51 de națiuni au participat la această primă sesiune.
În decursul anilor '80, Adunarea Generală a devenit un forum de dialog Nord-Sud unde se  tratau problemele dintre națiunile industrializate și țările în curs de dezvoltare. Aceste aspecte au venit în prim plan din cauza fenomenului de creștere și schimbare a componenței ONU. În 1945, ONU a avut 51 de membri iar în prezent are 193 de membri, din care mai mult de două treimi sunt țări în curs de dezvoltare. Pentru multe țări în curs de dezvoltare, ONU este o sursa de influență în diplomație și în principalele lor piață de desfacere.

## Istorie

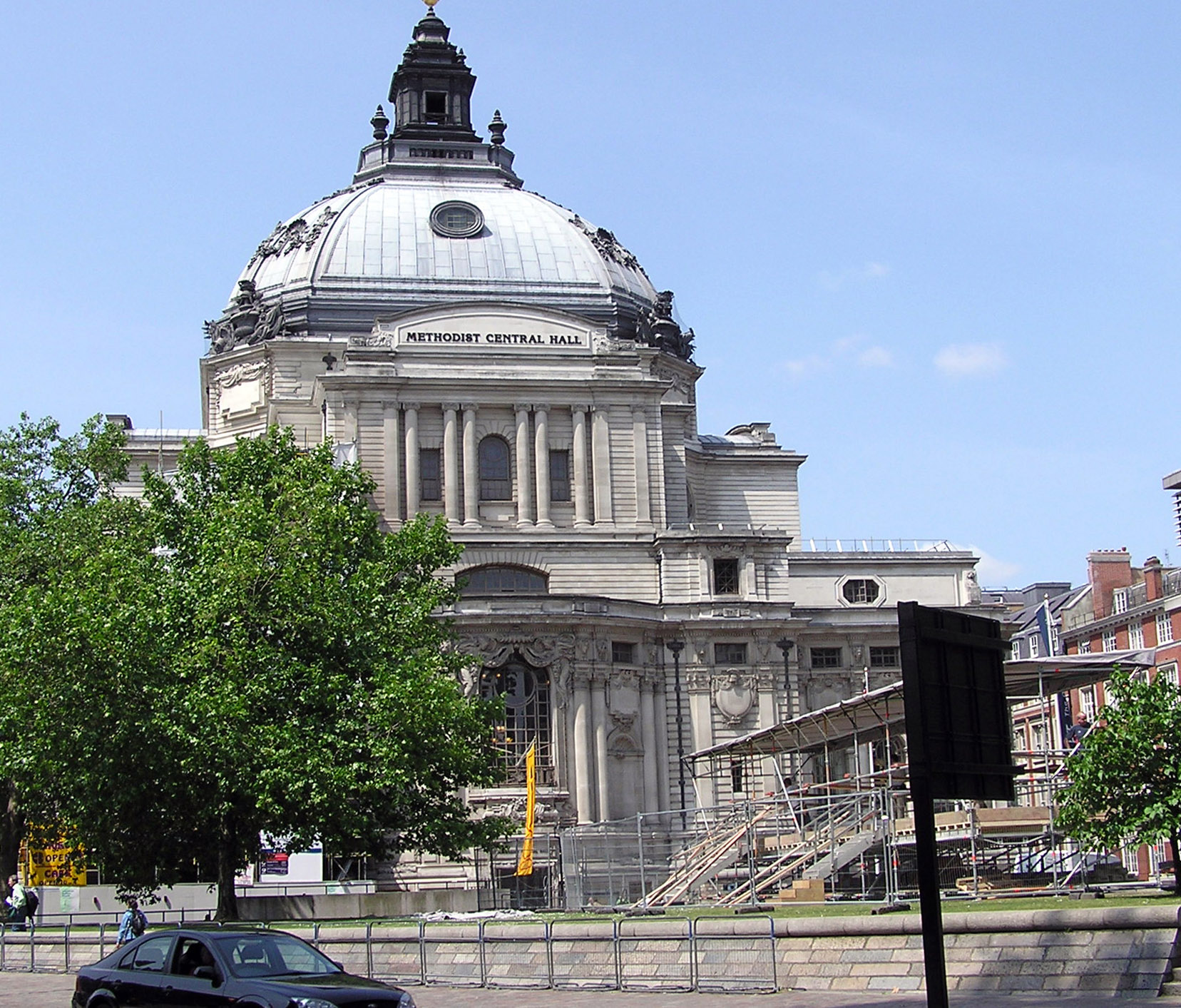
Methodist Central Hall, Londra, locul primei întâlniri a Adunării Generale a Națiunilor Unite în 1946.

Prima sesiune a Adunării Generale a ONU a fost convocată la 10 ianuarie 1946 în Sala Centrală Metodistă din Londra și a inclus reprezentanți ai 51 de națiuni. Următoarele sesiuni anuale au avut loc în diferite orașe: a doua sesiune din New York City și cea de-a treia la Paris. S-a mutat la sediul permanent al Organizației Națiunilor Unite din New York, la începutul celei de-a șaptea sesiuni anuale regulate, din 14 octombrie 1952. În decembrie 1988, pentru a auzi pe Yasser Arafat, Adunarea Generală a organizat cea de-a 29-a sesiune în Palatul Națiunilor din Geneva, Elveția.

## Ordinea de zi
Ordinea de zi pentru fiecare sesiune este planificată cu până la șapte luni în avans și începe cu lansarea unei liste de elemente preliminare care vor fi incluse în ordinea de zi provizorie.  Aceasta este rafinat într-o ordine de zi provizorie cu 60 de zile înainte de deschiderea sesiunii. 
Punctele de pe ordinea de zi sunt numerotate. Mai multe elemente de pe ordinea de zi pot fi discutate într-o singură sesiune plenară, care are loc în fiecare lună. De asemenea, discuțiile cu privire la un subiect de pe ordinea de zi poate continua în întâlniri separate.

## Rezoluții
Cele mai multe rezoluții ale Adunării Generale nu sunt aplicabile juridic sau practic, pentru că Adunarea Generală nu deține competențele de executare cu privire la cele mai multe probleme. Cu toate acestea, diverse grupuri de opinie consideră că conceptul prin care rezoluțiile Adunării Generale a ONU nu au efecte juridice ar trebui abrogat.
De la prima la a treizecea sesiune a Adunării Generale, toate rezoluțiile Adunării Generale au fost numerotate consecutiv, cu rezoluție, urmat de numărul sesiunii în cifre romane (de exemplu, Rezoluția 1514 (XV), care a fost a 1514 rezoluție adoptată de Adunarea , și a fost adoptată la cea de a cincisprezecea ședință regulată (1960)). Începând cu a Treizeci și una sesiune, rezoluții sunt numerotate pe sesiuni individuale (de exemplu, Rezoluția 41/10 reprezintă a 10-a rezoluție adoptată la a Patruzeci și una sesiune).

## Sesiuni speciale

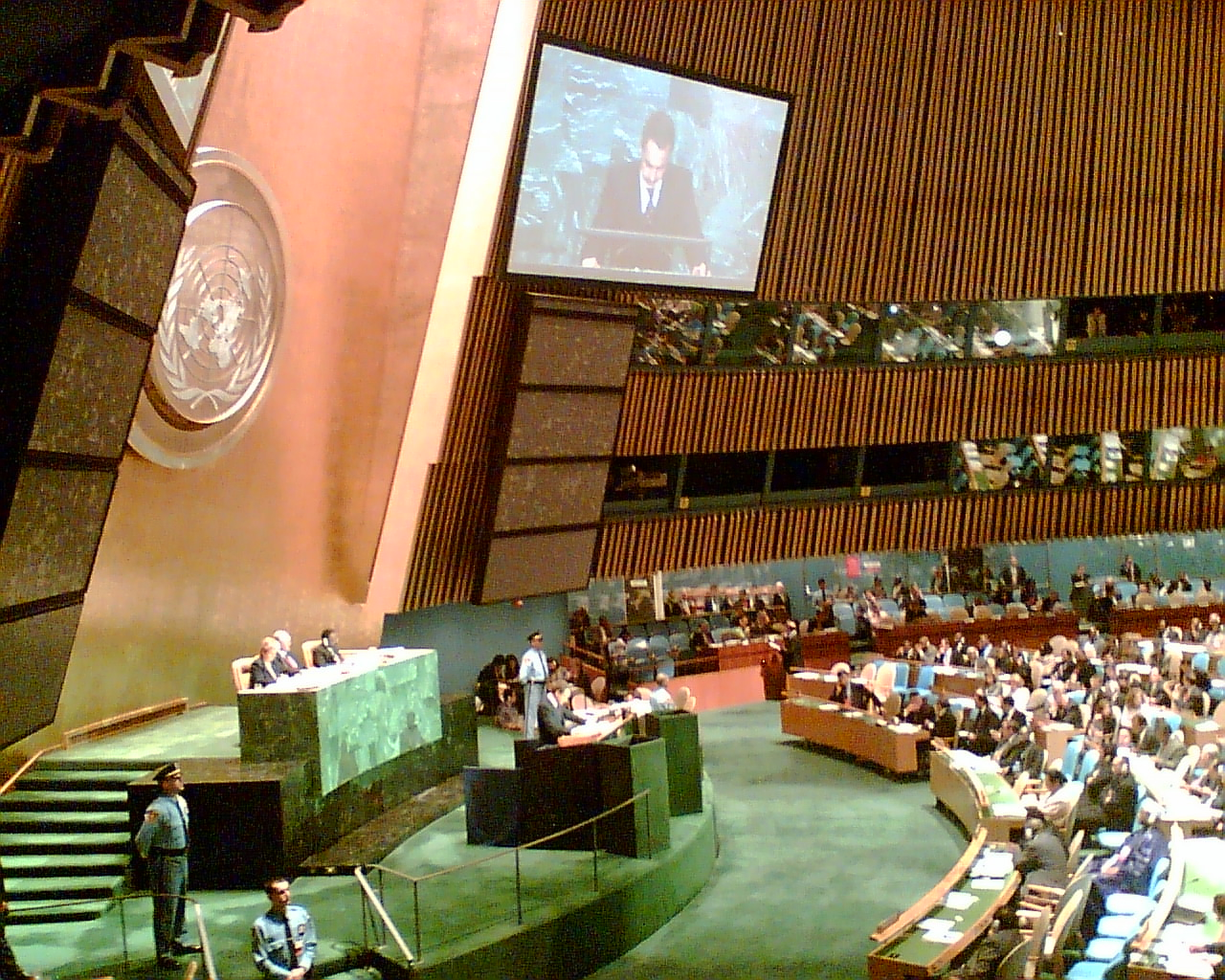
Primul Ministru Spaniol în Adunarea Generală a ONU

Sesiuni speciale poate fi convocate la cererea Consiliului de Securitate al ONU, sau de o majoritate a membrilor ONU. O sesiune specială a avut loc în octombrie 1995, la nivel de șef de guvern pentru a comemora a 50-a aniversare a ONU. O alta sesiune specială a avut loc în septembrie 2000, pentru a sărbători noul mileniu. O nouă sesiune specială (2005 Summit-ul de lume), a avut loc în septembrie 2005 pentru a comemora a 60-a aniversare a ONU.
Prima Sesiunea specială a Adunării Generale a ONU a avut loc în 1947, Osvaldo Aranha, apoi presedinte al Sesiunii specială, a început o tradiție care a rămas, până astăzi prin care primul vorbitor la acest forum internaționale major, este intotdeauna un brazilian. 

## Sesiuni speciale de urgență
Adunarea Generala poate lua măsuri cu privire la menținerea păcii și securității internaționale în cazul în care Consiliul de Securitate al ONU nu este în măsură, de obicei, din cauza dezacordului dintre membrii permanenți, de a-și exercita responsabilitatea principală. Dacă nu este în sesiune, Adunarea Generală se poate întruni în sesiune specială de urgență [6] în termen de 24 de ore de la solicitare. 
Rezoluția "Unificarea pentru Pace", adoptate de 3 noiembrie 1950, Adunarea este abilitată șă recomande măsuri colective - inclusiv utilizarea forței armate - în caz de încălcare a păcii sau act de agresiune. Rezoluțiile adunării trebuie adoptată de două treimi din membrii ONU prezenți cu drept de vot înainte de a putea fi adoptată oficial de către Adunare. Sesiuni speciale de urgență au fost convocată în conformitate cu această procedură pe zece ocazii. Cele mai recente în 1982 și 1997, respectiv, prin 2003, au fost în legătură cu statul Israel.

## Organe subsidiare

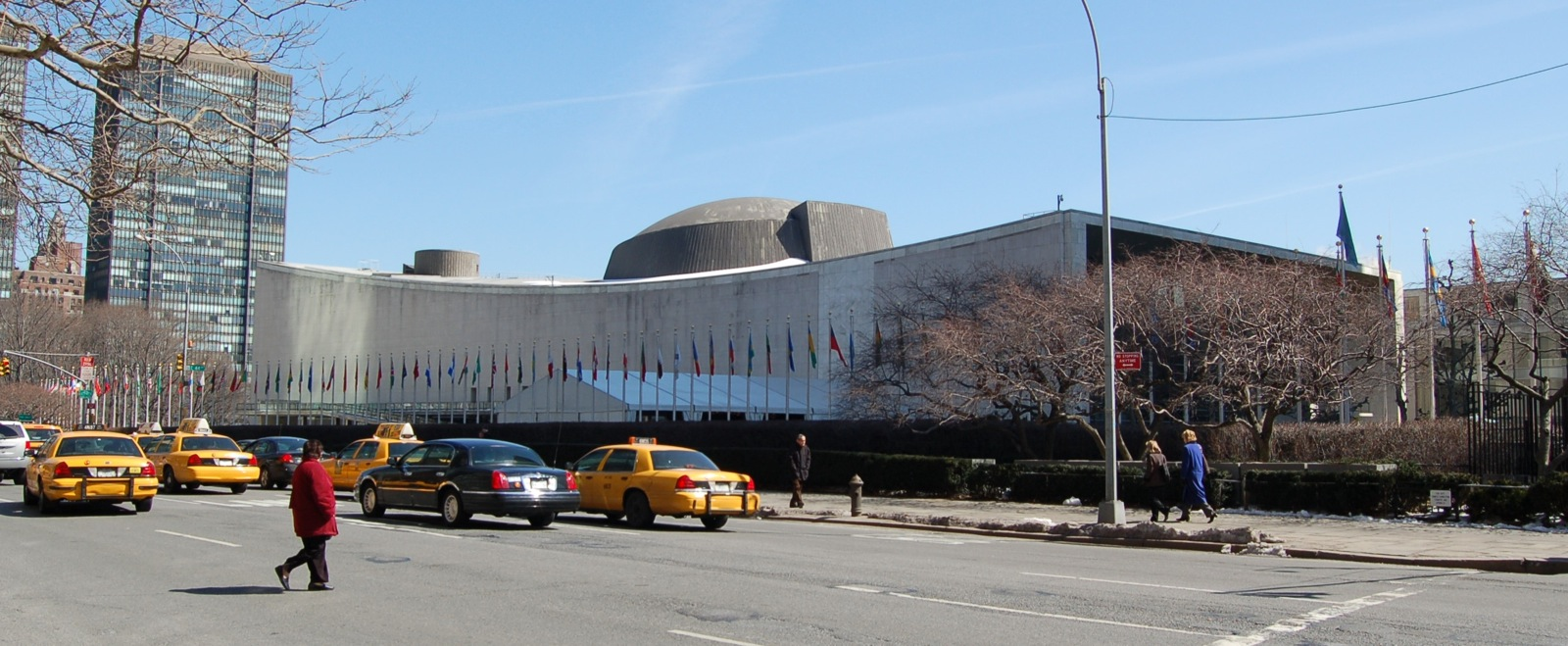
Clădirea Adunării Generale a Națiunilor Unite

Organele Adunării Generale sunt împărțite în cinci categorii: comitete (30 în total, șase principale), comisioane (șapte), table (șase), consilii și panouri (cinci), grupuri de lucru, și „altele".

### Comitete

#### Principalele comitete
Principalele comitete sunt numerotate în ordine numerică, 1-6: 
- Primul comitet: dezarmare și securitate internațională (DISEC)
- Cel de-al doilea Comitet: Economic și Financiar (ECOFIN)
- Cel de-al treilea Comitet: social, cultural și umanitar (SOCHUM)
- Cel de-al patrulea Comitet: Special Political and Decolonization (SPECPOL)
- Cel de-al cincilea Comitet: administrativ și bugetar
- Cel de-al șaselea: Temei juridic.

Fiecare comitet principal constă în toți membrii Adunării Generale. Fiecare își alege un președinte, trei vice-președinții, și un raportor de la începutul fiecarei sesiuni a Adunării Generale.

### Alte comitete
Acestea nu sunt numerotate. Potrivit site-ului Adunării Generale, cele mai importante sunt:
- Prerogativelor Comitetului - Această comisie are sarcina de acreditare a reprezentanților diplomatici la ONU. Comitetul de Acreditare este format din nouă membre aleși la începutul fiecărei sesiuni a Adunării Generale regulate.

- Comitetul General - Aceasta este comisia de supraveghere însărcinată cu organizarea sedințelor Adunării Generale. Comitetul General este format din președinte și vicepreședinții sesiunii Adunării Generale, precum și președintele fiecăreia dintre cele șase comitete principale.

Alte comitete ale Adunării Generale sunt enumerate în această lista.

### Comisii
Există șapte comisii:
- Comisia de dezarmare, AG, instituită prin Rezoluția 502 (VI) și S-10 / 2
- Comisia Internațională Civil Service, AG, instituită prin Rezoluția 3357 (XXIX)
- Comisia de Drept Internațional, înființat prin Rezoluția 174 (II) a AG
- Comisia Națiunilor Unite pentru legiferarea comerțului internațional  (UNCITRAL), AG, instituită prin Rezoluția 2205 (XXI)
- Comisia de conciliere pentru Palestina, AG, instituită prin Rezoluția 194 (III)
- Comisia de menținere a păcii a Organizației Națiunilor Unite, instituită prin Rezoluția 60/180 AG și rezoluțiile Consiliului de Securitate al ONU 1645 (2005) și 1646 (2005).

În ciuda numelui său, Comisie a Națiunilor Unite pentru Drepturile Omului (UNCHR) a fost de fapt, un corp al filialei ECOSOC.

### Grupuri de lucru și altele
Există o mare varietate de grupuri de lucru si alte comisii.

## Așezare
Țările sunt așezate în ordine alfabetică în Adunarea Generală în funcție de traducerile în limba engleză ale numelor statelor. Țara care ocupă poziția cea mai din stânga este determinată anual de secretarul general prin tragerea la sorți, iar după dânsa sunt  amplasate alfabetic restul țărilor.